# Цзин-хоу (царство Цзинь, эпоха Чуньцю)
Цзиньский Цзинь-хоу (晋靖侯) — шестой правитель царства Цзинь в эпоху Чуньцю по имени Цзи И-цзю (姬宜臼). Занял трон после своего отца  Ли-хоу. Правил 18 лет (858—841 годы до н. э.). После смерти Цзинь-хоу престол наследовал его сын Си-хоу.